# Fußball-Erstligavereine (Österreich)

## Erstliga-Vereine nach Bundesländern

### Burgenland
- SC Eisenstadt
13 Erstligateilnahmen von 1967–1970, 1971–1975, 1980/81 und 1982–1987 (8. Platz 1985).
 Gegründet wurde der Verein 1907 als Kismarton FC. Der Verein wurde 2008 liquidiert. Der gegründete Nachfolgeverein SC Eisenstadt 1907 spielt 2018/19 in der 2. Klasse Nord.
- SV Mattersburg
Bundesligateilnahmen von 2003–2013 (3. Platz 2007) und 2015–2020.
Der Verein wurde 1922 gegründet. Vereinsfarben Grün-Weiß.
- SC Neusiedl am See
2 Erstligateilnahmen von 1982–1984 (13. Platz 1983)
Gegründet wurde der auch als SC Neusiedl bezeichnete Verein im Mai 1919. 2018/19 in der Regionalliga Ost. Vereinsfarben Grün-Weiß

### Kärnten
- FC Kärnten
17 Erstligasaisonen als SK Austria Klagenfurt 1963, 1966–1970, 1973–1976 und 1983–1989. (5. Platz 1966 und 1968)
3 Erstligasaisonen als FC Kärnten von 2002 bis 2004 (5. Platz 2002)
 Gegründet 1920 als Kaufmännischer SK Klagenfurt. Mehrere Fusionen führten zum SK Austria Klagenfurt mit den Vereinsfarben violett-weiß. 1997 Fusion mit dem Villacher SV zum FC Austria/VSV Klagenfurt. Am 24. Juni 1999 Umbenennung in FC Kärnten. 2001 Österreichischer Cupsieger und Supercupsieger. Stellte im Winter 2008/09 in der Regionalliga Mitte antretend den Spielbetrieb ein.
- WSG Radenthein
2 Erstligasaisonen als WSG Radenthein 1968 und 1971 (14. Platz 1968)
1 Erstligasaison 1973/74 als WSG Radenthein/VSV (15. Platz)
Die WSG Radenthein ist ein Sportverein mit mehreren Sektionen und wurde 1951 gegründet. 1973 wurde mit dem Villacher SV die Spielgemeinschaft WSG Radenthein/VSV gegründet aber nach der Saison 1973/74 wieder aufgelöst.
- SV St. Veit an der Glan
1 Erstligasaison 1983/84 (14. Platz)
Langjähriger Zweitdivisionär und Meister der 2. Division 1983. Gegründet im Jahr 1950, 1992 Fusion mit dem Stadtrivalen SC Amateure St. Veit zu FC St. Veit, 2014 wurde der Verein in FC Alpe Adria umbenannt. Gegründet wurde der SC St. Veit als Nachfolgeverein des FC Alpe Adria nach dessen Konkurs 2018. 2018/19 in der 2. Klasse.
- SV Spittal an der Drau
1 Erstligasaison 1984/85 (13. Platz)
Gegründet am 27. Mai 1921. Vereinsfarben Schwarz-Weiß und Gelb-Rot. Meister der 2. Division 1984. 2018/19 in der Kärntner Liga.
- SK Austria Kärnten
Bundesliga von 2007 (6. Platz 2009) bis 2010 mit nachfolgender Insolvenz.
Gegründet am 1. Juni 2007 aus dem ASKÖ Pasching. Vereinsfarben Schwarz-Weiß
- Wolfsberger AC
Bundesliga seit 2012 (5. Platz 2013 und 2015).
Gegründet 1931. Vereinsfarben Schwarz-Weiß

### Niederösterreich
- SV Gloggnitz
1 Erstligasaison in der Staatsliga A 1949/50 (11. Platz)
Die 1922 gegründete Sportvereinigung mit den Vereinsfarben blau-weiß gewann 1948 den niederösterreichischen Landespokal und 1949 die niederösterreichische Landesmeisterschaft. 2018/19 in der Landesliga West.
- Kremser SC
7 Erstligasaisonen 1957–1960, 1990–1992 (9. Platz 1957, 1959 und 1991).
Gegründet am 24. August 1919 als 1. Kremser SC. 1924 Namensänderung in Kremser SC. Die Kremser spielen 2009/10 in der 2. Landesliga West (Niederösterreich). Die größten Erfolge waren der Amateurstaatsmeistertitel von 1930, der österreichische Pokalsieg 1988, 7 Landesmeistertitel Niederösterreichs und der Landespokalsieg 1936. 2018/19 in der Landesliga.
- LSV Markersdorf an der Pielach
1 Erstligasaison 1943/44 (6. Platz)
Der 1939 mit den Klubfarben rot-weiß gegründete Luftwaffensportverein zog sich am Ende der Saison aus der Liga zurück und wurde aufgelöst. In den Kriegsjahren 1942 und 1943 gewannen die Markersdorfer die niederösterreichische Landesmeisterschaft. Der nach 1945 gegründete Nachfolgeverein SC Markersdorf spielt 2018/19 in der 1. Klasse West-Mitte (Niederösterreich).
- SCN Admira/Wacker
25 Erstligasaisonen als FC Admira/Wacker (Maria Enzersdorf) 1972–1996 (Vizemeister 1989)
1 Erstligasaison 1996/97 als SCN Admira/Wacker (10. Platz)
FC Admira/Wacker wurde am 7. Juli 1971 durch Fusion der Wiener Vereine ESV Admira-NÖ Energie und SC Wacker mit den niederösterreichischen Landesfarben blau-gelb als Klubfarben gegründet. Im Erfolgsjahr 1989 wurde der Verein Vizemeister und Supercupsieger. 1997 kam die Umbenennung in SC Niederösterreich Admira/Wacker. 1998 fusionierte Admira/Wacker mit dem Bezirksrivalen VfB Mödling zu VfB Admira Wacker Mödling.
- VfB Admira Wacker Mödling
7 Erstligasaisonen 1998, 2001–2006 (6. Platz 2004). Als FC Admira Wacker Mödling Bundesliga seit 2011/12 (3. Platz 2011/12).
Der Verein mit den aktuellen Klubfarben schwarz-rot entstand 1997 aus der Fusion des SCN Admira/Wacker (Maria Enzersdorf) und des VfB Mödling. Nach dem Wiederaufstieg 2001 spielen die Mödlinger bis 2006 in der T-Mobile-Bundesliga und in der Saison 2006/07 in der Ersten Liga, wo die Admira erneut abstieg. 2008 Fusion mit dem SK Schwadorf zu FC Trenkwalder Admira.
- VfB Mödling
2 Erstligasaisonen 1953 und 1988 als VfB Union Mödling (12. Platz 1953)
3 Erstligasaisonen von 1993 bis 1995 als VfB Mödling (6. Platz 1994)
Der Verein wurde am 1. Mai 1911 als SV Mödling mit den Klubfarben rot-weiß gegründet und wurde 1928 und 1948 niederösterreichischer Landesmeister. 1997 fusionierte der Klub mit SCN Admira/Wacker zum neuen Verein VfB Admira Wacker Mödling.
- SKN St. Pölten
Bundesliga seit 2016/17
 Gegründet am 6. Juli 2000 als Nachfolgeverein des FCN St. Polten (siehe unten).
- VSE St. Pölten
1 Erstligateilnahme als SG VSE St. Pölten-Gablitz 1987/88 (8. Platz)
5 Erstligateilnahmen als VSE St. Pölten 1990–1994 (6. Platz 1993).
Gegründet 1920 als Schwarze Elf St. Pölten. 1973 Fusion mit BSV Voith St. Pölten und FC St. Pölten zu VSE St. Pölten. 1984 Spielgemeinschaft mit SV Gablitz und Aufstieg in die Bundesliga. Am 1. Juni 1989 Lösung der SpG und Rückbenennung in VSE St. Pölten. 1998 Fusion mit SV Gerasdorf zum FCN St. Pölten und Abstieg in die Regionalliga. In den Jahren danach aufgelöst. Die Heimstätte, der St. Pöltner Voith-Platz gehört, heute dem SKN St. Pölten.
- 1. Schwechater SC
6 Erstligateilnahmen 1961 bis 1966 (4. Platz 1964)
1966 gingen die Schwechater eine vorübergehende Fusion mit der Wiener Austria ein und verloren damit ihren Erstligaplatz. Gegründet 1903 als ASK Schwechat. 1907 Germania Schwechat. 1945 1. Schwechater SC. Am 1. September 1979 Anschluss an die Sportvereinigung Schwechat. 1985 Eintragung als eigener Zweigverein SV Schwechat (Fußball). Vereinsfarben sind blau-weiß. 2018/19 in der Regionalliga Ost.
- 1. Wiener Neustädter SC
8 Erstligasaisonen 1951, 1960–62, 1964–67 (9. Platz 1965)
Gegründet 1908. Österreichischer Pokalfinalist 1965 und Österreichischer Amateurstaatsmeister 1936. 2009 fusionierte der Verein mit dem FC Magna zum SC Magna Wiener Neustadt.
- SV Admira Wiener Neustadt
1 Erstligateilnahme 1972/73 (16. Platz)
1919 gegründet als ASK Admira Rax-Werke Wiener Neustadt. Der Verein spielt 2018/19 in der 2. Klasse Steinfeld.
- RB Wacker Wiener Neustadt
1 Erstligateilnahme 1938/39 (10. Platz)
Gegründet als ESV Wacker Wiener Neustadt, von den Nationalsozialisten 1938 in Reichsbahn umbenannt. 1945 Rückbenennung. 1972 Fusion mit ASV 1927 Haidbrunn zu ESV Haidbrunn-Wacker Wiener Neustadt. Der aktuelle Vereinsname lautet ESV Haidbrunn-Wacker.
- SC Wiener Neustadt
Bundesliga 2009–2015 (5. Platz 2010)
Gegründet 1937 als SC Schwanenstadt, der 2007/08 in der Ersten Liga tätig war. 2008 vom Autozulieferer Magna International übernommen wurde der SC Schwanenstadt nach Wiener Neustadt verlegt und in FC Magna umbenannt. Mit dem Bundesligaaufstieg folgte die Fusion mit dem 1. Wiener Neustädter SC und die Umbenennung in SC Magna Wiener Neustadt; 2018/19 in der Zweiten Liga.

### Oberösterreich
- LASK Linz
40 Erstligasaisonen als Linzer ASK 1940–41, 1951–55, 1959–78, 1980–89, 1992/93, 1994–97 (Meister 1965)
Bundesliga als LASK Linz 1997–2001, 2007–2011, seit 2017 (5. Platz 1998 und 1999).
Gegründet 1908. 1995 Umbenennung in LASK Linz, 1997 „Fusion“ mit dem FC Linz.[1] Erster Pokalsieger und erster Meister außerhalb Wiens 1965.
- SV Stickstoff Linz
4 Erstligasaisonen 1961–64 (8. Platz 1962)
Gegründet 1920 als ASK Sparta Linz, später Umbenennung in SV Stickstoff (SVS Linz), 1969 Umbenennung in SV Chemie Linz. 1989 Auflösung der Kampfmannschaft und Konzentration auf den Jugendfußball. 2017 Umbenennung der ausgegliederten Fußballmannschaft in SV Franckviertel Linz. Seit 2005 spielt der Verein wieder mit einer Kampfmannschaft in der 2. Klasse Mitte in Oberösterreich (8. und letzte Spielstufe).
- FC Linz
9 Erstligasaisonen als SK VÖEST Linz 1970–78 (Meister 1974)
10 Erstligasaisonen als FC VOEST Linz 1979–88 (Vizemeister 1980)
2 Erstligasaisonen als FC Stahl Linz 1992–93 (6. Platz 1992)
2 Erstligasaisonen als FC Linz 1995, 1997 (9. Platz 1995 und 1997)
Am 30. Juni 1946 als SV Eisen und Stahl 1946 Linz gegründet. Am 1. Oktober 1949 Umbenennung in SK VÖEST Linz, 1991 in FC Stahl Linz und 1993 in FC Linz. Meister 1974, zweimaliger Vizemeister und zweimaliger Pokalfinalist. 1997 Auflösung des Vereins, offiziell Fusion mit LASK Linz, moralischer Nachfolgeverein FC Blau-Weiß Linz. 2018/19 in der 2. Klasse Mitte.
- ASKÖ Pasching
5 Erstligasaisonen, 2002-07 (3. Platz 2004 und 2006)
15. Juni 1946 gegründet als ATSV Pasching, 1986 Umbenennung in ASKÖ Pasching, 2002 Aufstieg in die Bundesliga. Zu Ende der Saison 2006/07 gab der Verein die Umwandlung in den SK Austria Kärnten bekannt. Daraus resultierende Neugründung des Vereins als FC Pasching, 2017 Umbenennung in FC Juniors OÖ. 2018/19 in der Zweiten Liga spielt.
- SV Ried
Bundesliga 1996–2003 und 2006–17 (Vizemeister 2007)
Gegründet am 5. Mai 1912. Vereinsfarben schwarz-grün. Österreichischer Pokalsieger 1998 und 2011.
- SK Amateure Steyr
1 Erstligasaisonen 1939 (9. Platz)
Gegründet 1920 als SK Freiheit Steyr. Stellte am 20. April 1944 antretend den Spielbetrieb ein mit 3 Punkten aus 14 Spielen. Die bereits ausgetragenen Spiele wurden daraufhin annulliert. 1944–1945 Spielgemeinschaft mit dem SK Vorwärts Steyr unter dem Namen FG Steyr. 2018/19 in der 1. Klasse Ost (Oberösterreich).
- SK Vorwärts Steyr
11 Erstligasaisonen 1950–51, 1989–96, 1999 (7. Platz 1991 und 1992)
Gegründet 1919. 1944–1945 FC Steyr (Spielgemeinschaft mit Amateure Steyr). 1945 Wiedergründung als SK Vorwärts Steyr. 1999 Konkurs und Neubeginn in der 2. Klasse (Oberösterreich), in der Saison 2009/10 in der Oberösterreich-Liga. ÖFB-Pokalfinalist 1949, Zweitligameister 1998. 2018/19 in der Regionalliga Mitte.
- FC Union Wels
2 Erstligasaisonen 1983–84 (14. Platz 1983)
1984 Konkurs und Wiedergründung unter demselben Namen. 2003 Fusion mit SK Eintracht Wels zum FC Wels. Spielt 2018/19 als FC Wels in der Regionalliga Mitte.

### Salzburg
- SK Bischofshofen
1 Erstligasaison 1971/72 (15. Platz)
Gegründet 1933 mit den Vereinsfarben blau-weiß. Spielt 2018/19 in der Regionalliga Ost.
- SV Grödig
 Bundesliga 2014–16 (3. Platz 2013/14)
Gegründet am 20. März 1948, Vereinsfarben dunkelblau-weiß. 2018/19 in der Regionalliga West.
- Salzburger AK 1914
3 Erstligasaisonen 1953, 1962, 1986 (12. Platz 1986)
Gegründet am 24. Juni 1914 und damit ältester Salzburger Fußballverein. 29 Salzburger Landesmeistertitel. 10 Salzburger Pokaltitel. Spielt 2018/19 in der Salzburger Liga.
- FC Red Bull Salzburg
41 Erstligasaisonen als Austria Salzburg: 1954–57, 1960–61, 1963, 1966, 1968–77, 1979–85, 1989–2005. (Meister 1994, 1995 und 1997)
 Bundesliga als FC Red Bull Salzburg seit 2005/06. (Meister 2007, 2009, 2010, 2012, 2014, 2015, 2016, 2017, 2018)
1933 gegründet als SV Austria Salzburg. Dreifacher österreichischer Meister und dreifacher Supercupsieger. Gewinner des Wiener Stadthallenturniers und Österreichischer Hallenmeister 1999. Mitropapokalfinalist 1971 und UEFA-Cup-Finalist 1994, Champions-League-Teilnahme 1994/95. 2005 Übernahme durch die Red Bull GmbH und Änderungen des Vereinsnamens in Red Bull Salzburg.

### Steiermark
- Donawitzer SV Alpine
3 Erstligasaisonen als WSV Donawitz 1959–60, 1969 (10. Platz 1959)
7 Erstligasaisonen als Donawitzer SV Alpine 1972–74, 1985–86, 1991–92 (6. Platz 1972 und 1974).
Gegründet 1922 als WSV Donawitz, am 3. Mai 1971 Namensänderung in DSV Alpine, 1992 Fusion mit 1. FC Leoben zu DSV Leoben. Pokalfinale 1995. Konkurs 2008/09. Spielt 2018/19 in der Landesliga.
- Grazer AK
50 Erstligasaisonen 1952–74, 1975–90, 1995–2007 (Meister 2004)
Gegründet 1902. Österreichischer Meister 2004, mehrmaliger Pokal- und Superpokalsieger. 2007 Lizenzentzug infolge eines Konkursverfahrens, 2018/19 in der Regionalliga Mitte
- Grazer SC
3 Erstligasaisonen 1939, 1941, 1953 (8. Platz 1939)
Gegründet 1923 als Grazer SC Straßenbahn. Spielt 2018/19 in der 1. Klasse Mitte A der Steiermark (8. Spielklasse).
- ESV Austria Graz
1 Erstligasaison 1956 (14. Platz)
Gegründet 1930 als SC Südbahn Graz. Der Verein spielt 2018/19 als FK Austria-ASV Puch in der 1. Klasse Mitte A (8. Spielklasse). Sehr bekannt und erfolgreich ist die Schachsektion des Sportvereins.
- SK Sturm Graz
Erstliga: 1942–43, 1950–54, 1956–58, 1965, seit 1966/67 (Meister 1998, 1999 und 2011)
Gegründet im Mai 1909. Dreifacher österreichischer Meister und dreifacher Pokalsieger. Drei Teilnahmen an der Champions League.
- TSV Hartberg
Bundesliga seit 2018
Gegründet am 29. April 1946.
- Kapfenberger SV
 Erstligasaisonen 1952, 1955–59, 1962, 1964–67, 2008/09 – 2011/12 (7. Platz 1955, 1957, 1958).
Gegründet am 14. September 1919 als Kapfenberger SC, am 24. März 1947 Umbenennung in Kapfenberger SV. Kapfenberg spielt in der Saison 2018/19 in der Zweiten Liga.

### Tirol
- FC Wacker Innsbruck
8 Erstligasaisonen als FC Wacker Innsbruck 1965–71, 1993 (Meister 1971)
13 Erstligasaisonen als SSW Innsbruck 1972–79, 1982–1986 (Meister 1972, 1973, 1975 und 1977)
Gegründet 1915. Vereinsfarben grün-schwarz. Fünf Meistertitel und sechs Cupsiege. Fusionierte 1999 mit den Amateuren des FC Tirol Innsbruck.
- FC Swarovski Tirol
6 Erstligasaisonen 1987–92 (Meister 1989 und 1990)
Gegründet 1986 von Gernot Langes-Swarovski. Vereinsfarben blau-weiß. Übernahm von 1986–1992 die Bundesligalizenz von der SSW Innsbruck. Österreichischer Meister 1989 und 1990, Cupsieger 1989 und UEFA-Cup-Semifinalist 1987. 1992 aufgelöst.
- FC Tirol Innsbruck
1 Erstligasaison als FC Innsbruck Tirol 1993/94 (4. Platz)
8 Erstligasaisonen als FC Tirol Innsbruck 1995–2002 (Meister 2000, 2001 und 2002)
Gegründet eigentlich erst durch die Umbenennung der Profimannschaft des FC Wacker Innsbruck 1993. Tatsächlich wird der Verein als Nachfolgeverein des jedoch zeitgleich existierenden FC Wacker angesehen. Vereinsfarben grün-schwarz-rot. 1999 fusionierten die Amateure des FC Tirol Innsbruck mit dem sogenannten Vorgängerverein FC Wacker Innsbruck. Auf drei Meistertitel 2000–2002 folgte der Konkurs und die damit verbundene Auflösung.
- FC Wacker Innsbruck
Erstligasaisonen 2004–2008 (6. Platz 2005), 2010–2014 (6. Platz 2011), 2018/19 (10. Platz).
Gegründet im Juni 2002, nach dem Konkurs des FC Tirol Innsbruck. Der FC Wacker Tirol startete 2002 in einer Spielgemeinschaft mit der WSG Wattens in der Regionalliga, die SpG wurde nach dem Aufstieg 2003 gelöst. Stieg 2004 in die Bundesliga auf und spielte dort bis 2007 als "Wacker Tirol", danach als "Wacker Innsbruck". Spielt 2019/20 in der Zweiten Liga.
- WSG Wattens
3 Erstligasaisonen 1968–1971 (7. Platz 1970), seit 2019.
Gegründet 1930 als SV Wattens, stellt der Verein heute die Fußballsektion der WSG Swarovski Wattens dar. Vereinsfarben grün-weiß. 1971 erfolgte die Gründung der SpG Swarovski Wattens-Wacker Innsbruck, 2002/03 der SpG WSG Wattens-FC Wacker Tirol. WSG Swarovski Wattens spielt 2019/20 in der Bundesliga.

### Vorarlberg
- SCR Altach
Bundesliga 2006–2009 (8. Platz 2007 und 2008), ab 2014 (8. Platz 2015/16)
Gegründet 1929. Vereinsfarben Schwarz-Weiß
- SC Schwarz-Weiß Bregenz
12 Erstligasaisonen 1955, 1967–69, 1971, 1973, 2000–2005 (5. Platz 2004)
Gegründet 1919 als FC Bregenz, 1945 Umbenennung in SC Schwarz-Weiß Bregenz. 1973–1975 Spielgemeinschaft mit FC Rätia Bludenz als FC Vorarlberg. 1979–1987 Spielgemeinschaft mit FC Dornbirn zu IG Bregenz Dornbirn. 2005 Konkurs und Auflösung. Der Nachfolgeverein Schwarz-Weiß Bregenz spielt 2018/19 in der Vorarlbergliga.
- FC Dornbirn 1913
3 Erstligasaisonen 1960/61, 1963/64, 1969/70.
Gegründet am 12. März 1913. Für die Saison 1965/66 Spielgemeinschaft mit Austria Lustenau als SVg Lustenau/Dornbirn. 1979–1987 SpG mit SC Schwarz-Weiß Bregenz zu IG Bregenz-Dornbirn. Mehrmaliger Vorarlberger Meister und Pokalsieger. Dornbirn spielt 2018/19 in der Regionalliga West.
- SC Austria Lustenau
3 Erstligasaisonen 1998–2000 (9. Platz 1998 und 1999)
Gegründet 1914 als FA Turnerbund Lustenau. 1936 Umbenennung in SC Austria Lustenau. 1965/66 SpG mit FC Dornbirn (SVg Lustenau/Dornbirn). Vize-Amateurstaatsmeister 1930 sowie mehrmaliger Vorarlberger Landesmeister und Pokalsieger. Austria Lustenau spielt 2018/19 in der Zweiten Liga.
- FC Vorarlberg
1 Erstligasaison 1973/74 (17. Platz)
Spielgemeinschaft zwischen dem damaligen Meister der Regionalliga West und Erstligaaufsteiger FC Rätia Bludenz und dem Absteiger aus der Nationalliga SC Schwarz-Weiß Bregenz von 1973–1975. Der 1919 gegründete FC Rätia Bludenz spielt 2018/19 in der 2. Landesklasse (7. Leistungsstufe).

### Wien
- ESV Admira-NÖ Energie Wien
31 Erstligasaisonen als SK Admira Wien 1920–43, 1946–51 (Meister 1927, 1928, 1932, 1934, 1936, 1937 und 1938)
9 Erstligasaisonen als ESV Admira Wien 1952–60 (4. Platz 1956);
10 Erstligasaisonen als ESV Admira-NÖ Wien 1962–71 (Meister 1966)
Der achtmalige Meister wurde 1905 als 1. Groß-Floridsdorfer FK Admira gegründet. 1971 erfolgte die Fusion mit Wacker Wien zum FC Admira/Wacker und zugleich die Abwanderung nach Niederösterreich. Der aktuelle Nachfolgeverein FC Admira Wacker Mödling spielt seit 2011 in der Bundesliga.
- SV Amateure Fiat Wien
2 Erstligasaisonen 1939–40 (7. Platz 1939)
Gegründet 1928 als SC Austro-Fiat Wien. 1938 von den Nationalsozialisten in SV Amateure Fiat umbenannt. Nach dem Abstieg 1940 fusionierte der Verein mit dem Floridsdorfer AC.
- FK Austria Wien
15 Erstligasaisonen als Wiener Amateur SV 1912–26 (Meister 1924 und 1926)
5 Erstligasaisonen als SG Austria/WAC Wien 1969–73 (Meister 1969 und 1970)
4 Erstligasaisonen als FK Austria WAC Wien 1974–77 (Meister 1976)
Erstliga als FK Austria Wien 1927–44, 1946–68 und seit 1977/78 (Meister 1949, 1950, 1953, 1961, 1962, 1963, 1978, 1979, 1980, 1981, 1984, 1985, 1986, 1991, 1992, 1993, 2003, 2006 und 2013)
24-facher österreichischer Meister (zuletzt 2013) und Rekordpokalsieger (zuletzt 2009). Zusätzlich zweifacher Mitropacupsieger und Cup-der-Cupsieger-Finalist 1978. Die Austria spielte, wie Rapid, immer in der höchsten Spielklasse.
- FC Blau-Weiß Wien
1 Erstligasaison 1951/52 (14. Platz)
Gegründet 1936 als Nachfolgeverein des Favoritner Sportclub als Favoritner SK Blau-Weiß. Der Verein vermochte nicht an die alten Erfolge anzuschließen und ging daher am 3. Dezember 1948 eine Zweckgemeinschaft mit dem Betriebssportverein KSV Ankerbrot Wien mit dem Namen FSC Blau-Weiß Wien ein, wobei der Verein zunächst als erste Mannschaft des Klubs auftrat, später mit selbigem vereinigt wurde. 2018/19 als KSV Ankerbrot Montelaa in der Wiener Oberliga A.
- Brigittenauer AC
5 Erstligasaisonen 1927–29, 1932–33 (2. Platz 1927)
FC Ostmark Wien (gegr. 1910) und SC Donaustadt (gegr. 1905) fusionierten im August 1925 zum Brigittenauer AC. Vizemeister 1927 und ÖFB-Pokalfinalist 1933. 1933 aufgelöst.
- SV Donau Wien
1 Erstligasaison 1934 (12. Platz)
Der 1910 gegründete SV Donau spielt 2018/19 in der Wiener Stadtliga.
- First Vienna FC 1894
68 Erstligasaisonen 1912–14, 1920–1944, 1946–68, 1970–74, 1977–80, 1983, 1985, 1987–92 (Meister 1931, 1933, 1942, 1943, 1944 und 1955)
Gegründet am 22. August 1894 mit den Vereinsfarben blau-gelb. Mitbegründer des Österreichischen Fußballbundes (Sitz in der Wohnung des damaligen Vienna-Präsidenten), Mitropacupsieger 1931 (als einzige Mannschaft jemals ungeschlagen), kuk Monarchie (Challenge Cup)-, Österreicheischer und Deutscher Pokalsieger (Tschammercup). Spielt seit der Gründung auf der Hohen Warte. Der älteste Fußballverein Österreichs spielt 2018/19 in der 2. Landesliga.
- FS Elektra Wien
1 Erstligasaison 1951 (13. Platz)
Gegründet 1921 mit den Vereinsfarben rot-weiß. 1935 aufgelöst und 1945 wiedergegründet. Spielt 2018/19 in der Wiener Stadtliga.
- Favoritner AC
5 Erstligasaisonen 1936–38, 1984–85 (8. Platz 1936 und 1937)
Gegründet 1910. Vereinsfarben schwarz-rot. 2018/19 in der Stadtliga.
- Favoritner Sportclub
1 Erstligasaison 1935 (12. Platz)
Als sich ASV Hertha Wien 1931 wegen finanziellen Problemen auflöste, kam es im selben Jahr zur Gründung des Favoritner Sportclubs als Nachfolgeverein des ehemaligen Erstligisten. Da das Stadion der Hertha 1928 beschlagnahmt wurde, spielte der Favoritner SC am FavAC-Platz, was neben der Namensähnlichkeit auch ein Grund für die oftmalige Verwechslung mit dem dortigen Platzeigentümer war. 1936 war der Verein erneut hoch verschuldet und musste wieder aufgelöst werden.
- Floridsdorfer AC
38 Erstligasaisonen 1912–23, 1926–38, 1941–44, 1946–54 (Meister 1918)
Gegründet 1904. Spielt nach der Fusion mit dem PSV (vormals Polizei/Feuerwehr) als FAC Team für Wien 2018/19 in der Zweiten Liga.
- FC Wien
4 Erstligasaisonen als FC Nicholson Wien 1929–32 (5. Platz 1931)
23 Erstligasaisonen als FC Wien 1933–38, 1940–44, 1946–56, 1958 (Vizemeister 1942)
Gegründet 1918 als FC Nicholson Wien. 1932 Umbenennung in FC Wien. Vereinsfarben rot-weiß. Neugründung 1983 als FC Wien. Zweite Neugründung 2007.
- SC Hakoah Wien
15 Erstligasaisonen 1921–28, 1930, 1932–37 (Meister 1925)
Gegründet 1901 als FC Hakoah. Der jüdische Verein unterhält derzeit mehrere Sektionen, die Fußballsektion wurde aber aufgelöst.
- SC Helfort Wien
1 Erstligasaison 1946 (10. Platz)
Gegründet 1910. Spielt 2018/19 als SPC Helfort Wien 15 in der Wiener Oberliga A.
- ASV Hertha Wien
17 Erstligasaisonen 1912–24, 1926, 1928–30 (5. Platz 1915)
Gegründet 1904 mit den Vereinsfarben blau-weiß. Aufgelöst 1940.
- SCR Hochstädt Wien
2 Erstligasaisonen 1947, 1949 (10. Platz 1947)
1972 Fusion mit Brigittenauer AC Wien zu BAC Hochstädt Wien.
- FC Libertas Wien
5 Erstligasaisonen 1933–37 (5. Platz 1935)
Gegründet 1912. 1941 Fusion mit dem SC Red Star Wien
- SC Olympia 33
2 Erstligasaisonen 1958–59 (11. Platz 1958)
Gegründet 1933, 1961 Fusion mit SK Slovan Wien zu SK Slovan Olympia Wien.
- ESV Ostbahn XI
1. Erstligasaison 1946 (12. Platz)
Gegründet 1921. Spielt 2018/19 als SC Ostbahn XI in der Stadtliga.
- FC Ostmark Wien
2 Erstligasaisonen 1922, 1924 (13. Platz 1922)
Gegründet 1910. Fusion mit SC Donaustadt (gegr. 1905) zum Brigittenauer AC im August 1925.
- Post SV Wien
3 Erstligasaisonen 1937, 1942, 1947 (9. Platz 1942)
Gegründet 1919. Spielt 2018/19 in der Stadtliga.
- SC Rapid Oberlaa
4 Erstligasaisonen 1946, 1948–50 (9. Platz 1949)
Gegründet 1911 im damals noch niederösterreichischen Oberlaa. 2003 Fusion mit dem FC Austria 11 zu A11-R. Oberlaa. Spielt 2018/19 in der Wiener 2. Landesliga.
- SK Rapid Wien
Erstliga 1912–44 und seit 1945/46 (Meister 1912, 1913, 1916, 1917, 1919, 1920, 1921, 1923, 1929, 1930, 1935, 1938, 1940, 1941, 1946, 1948, 1951, 1952, 1954, 1956, 1957, 1960, 1964, 1967, 1968, 1982, 1983, 1987, 1988, 1996, 2005 und 2008)
Mit 32 Titeln (zuletzt 2008) österreichischer Rekordmeister. Auch deutscher Meister 1941, zwölffacher österreichischer sowie deutscher Pokalsieger, Mitropacupsieger 1930 und 1951, Cup-der-Cupsieger-Finalist 1985 und 1996, Champions-League-Teilnehmer 1996 und 2005. Wie die Austria immer in der höchsten Spielklasse vertreten.
- SG Reichsbahn Wien
1 Erstligasaison 1943 (8. Platz)
Gegründet 1939. Aufgelöst 1944.
- SpC Rudolfshügel
15 Erstligasaisonen 1912–23, 1925–27 (Vizemeister 1919)
Gegründet 1902. Aufgelöst 1934. Vereinsfarben blau-weiß.
- 1. Simmeringer SC
36 Erstligasaisonen 1912–28, 1938, 1952–64, 1966, 1971–72, 1982/83 (5. Platz 1912, 1924 und 1956)
Gegründet 1892 als 1. Simmeringer Amateur-SC. Gründung der Fußballsektion und Umbenennung in 1. Simmeringer SC 1901. Spielt 2018/19 in der Wiener 2. Landesliga.
- SK Slovan Wien
9 Erstligasaisonen 1924–29, 1931–32, 1950 (6. Platz 1926)
Gegründet 1912 als Sportklub der tschechischen Minderheit. Später Fusion mit dem Hütteldorfer AC zu Slovan/HAC Wien, der 2018/19 in der Wiener Stadtliga spielt.
- FC Stadlau
3 Erstligasaisonen 1955–57 (11. Platz 1955)
Gegründet 1907. 1963 Fusion mit SV ÖMV Olympia Wien zu FC ÖMV Stadlau. Nach dem Ausstieg des Sponsors OMV im Jahr 2005 Rückbenennung in FC Stadlau. Spielt 2018/19 in der Regionalliga Ost.
- Vienna Cricket and Football-Club
1 Erstligasaison 1911/12 (11. Platz)
Offiziell gegründet am 23. August 1894, damit zweitältester Fußballverein Österreichs. Der Vienna Cricket & Football-Club besteht mit mehreren Sektionen auch heute noch unter demselben Namen und hält auch am traditionellen Wappen fest, Fußball wird jedoch seit dem Abstieg aus der 2. Liga 1935/36 nicht mehr gespielt. Die größten Erfolge feierte der Verein aus dem Prater mit dem Gewinn des Challenge-Cup 1898 und 1902.
- AC Viktoria Wien
4 Spiele in der ersten Meisterschaft 1911/12
Gegründet 1898 als AC Victoria Wien. Schloss sich während der Meisterschaft 1911/12 an den Vienna Cricket & FC an. Die größten Erfolge waren der Finaleinzug im Challenge-Cup 1899 und die Teilnahme an der ersten Liga 1911.
- SC Wacker Wien
52 Erstligasaisonen 1915–44, 1946–61, 1965, 1967, 1969–71 (Meister 1947)
Gegründet 1907. Österreichischer Meister und Pokalsieger 1947, Zentropokal-Finalist 1951. 1971 Fusion mit Admira-NÖ Energie zum FC Admira/Wacker.
- Wiener AC
38 Erstligasaisonen 1912–21, 1923, 1925–36, 1943–44, 1946–48, 1954, 1957–65 (Meister 1915)
Gegründet 1896. Fußballsektion ab 1898. Einmal österreichischer Meister, zweimal Cupsieger (1931 und 1959) 1969 Spielgemeinschaft und spätere Fusion mit FK Austria Wien. Der WAC wird später wiedergegründet, ist seit den 1990er Jahren aber nicht mehr aktiv.
- Wiener AF
13 Erstligasaisonen 1912–24 (Meister 1914)
Gegründet 1912 durch abgewanderte Spieler des Wiener AC. Meistertitel 1914 und Cupsieg 1922. Fusioniert 2015 mit Vorwärts Brigittenau zum WAF Vorwärts Brigittenau, 2018/19 in der Stadtliga.
- Wiener Sport-Club
76 Erstligasaisonen 1912–44, 1946–52, 1954–74, 1978–85, 1987–91, 1992/93–1993/94 (Meister 1922, 1958 und 1959)
Gegründet am 24. Februar 1883 als Wiener Cyclisten Club. 1906 Fusion mit der Wiener Sportvereinigung zum Wiener Sport-Club. Dreifacher österreichischer Meister und Cupsieger 1923 sowie Challenge-Cup-Sieger 1905 und 1911. Nach dem Austritt der Fußballsektion 2002 als Wiener Sportklub AXA Wienstrom, unterhält der eigentliche Wiener Sport-Club keine Fußballabteilung mehr; 2018/19 in der Regionalliga Ost.

## Übersicht nach Teilnahmen geordnet
In dieser Auflistung sind alle 84 jemals in der ersten österreichischen Spielklasse tätigen Vereine zu finden (Stand: Ende Saison 2017/18). Nach den Vereinsnamen steht die Anzahl der Saisonen, in denen der Verein erstklassig war. Danach stehen die jeweiligen bisherigen, von Sponsorenbezeichnungen bereinigten Vereinsnamen. Die zehn aktuellen Bundesligisten sind grau unterlegt.
| 01. | SK Rapid Wien              | 106 |                                                                                           |
| 01. | FK Austria Wien            | 106 | Wiener Amateur SV (15), SG Austria/WAC Wien (6); FK Austria WAC (4); FK Austria Wien (80) |
| 03. | Wiener Sport-Club          | 76  |                                                                                           |
| 04. | First Vienna FC 1894       | 65  |                                                                                           |
| 05. | SK Sturm Graz              | 62  |                                                                                           |
| 06. | Red Bull Salzburg          | 54  | (T)SV Austria Salzburg (41); Red Bull (13)                                                |
| 07. | SC Wacker Wien             | 52  |                                                                                           |
| 08. | ESV Admira-NÖ Energie Wien | 50  | SK Admira Wien (31); ESV Admira Wien (9); ESV Admira-NÖ Energie (10)                      |
| 08. | Grazer AK                  | 50  |                                                                                           |
| 10. | LASK Linz                  | 49  | Linzer ASK (40); LASK Linz (9)                                                            |
| 11. | Wiener AC                  | 38  |                                                                                           |
| 11. | Floridsdorfer AC Wien      | 38  |                                                                                           |
| 13. | 1. Simmeringer SC Wien     | 36  |                                                                                           |
| 14. | FC Wien                    | 27  | FC Nicholson Wien (4)                                                                     |
| 15. | SCN Admira/Wacker          | 26  | FC Admira/Wacker (25); SCN Admira/Wacker (1)                                              |
| 16. | FC Linz                    | 23  | SK VÖEST Linz (9); SK VOEST Linz (10); FC Stahl Linz (2), FC Linz (2)                     |
| 17. | FC Wacker Innsbruck        | 21  | FC Wacker Innsbruck (16); SpG Wattens-Wacker Innsbruck (5)                                |
| 18. | SV Ried im Innkreis        | 20  |                                                                                           |
| 18. | FC Kärnten                 | 20  | SK Austria Klagenfurt (17); FC Kärnten (3)                                                |
| 20. | ASV Hertha Wien            | 17  |                                                                                           |
| 21. | Kapfenberger SV            | 15  |                                                                                           |
| 21. | SC Hakoah Wien             | 15  |                                                                                           |
| 21. | SpC Rudolfshügel Wien      | 15  |                                                                                           |
| 24. | Wiener AF                  | 13  |                                                                                           |
| 24. | SC Eisenstadt              | 13  |                                                                                           |
| 24. | SV Mattersburg             | 13  |                                                                                           |
| 27. | SC SW Bregenz              | 12  |                                                                                           |
| 28. | SK Vorwärts Steyr          | 11  |                                                                                           |
| 29. | Donawitzer SV Alpine       | 10  | WSV Alpine Donawitz (3); DSV Alpine (7)                                                   |
| 30. | SK Slovan Wien             | 09  |                                                                                           |
| 30. | FC Tirol Innsbruck         | 09  |                                                                                           |
| 32. | 1. Wiener Neustädter SC    | 08  |                                                                                           |
| 32. | FC Wacker Innsbruck (2002) | 08  | FC Wacker Tirol (3)                                                                       |
| 34. | SCR Altach                 | 07  |                                                                                           |
| 34. | Kremser SC                 | 07  |                                                                                           |
| 34. | Brigittenauer AC Wien      | 07  |                                                                                           |
| 34. | VfB Admira Wacker Mödling  | 07  |                                                                                           |
| 38. | Wolfsberger AC             | 06  |                                                                                           |
| 38. | FC Swarovski Tirol         | 06  |                                                                                           |
| 38. | 1. Schwechater SC          | 06  |                                                                                           |
| 38. | VSE St. Pölten             | 06  | SG VSE St. Pölten-Gablitz (1); VSE St. Pölten (5)                                         |
| 42. | FC Libertas Wien           | 05  |                                                                                           |
| 42. | Favoritner AC Wien         | 05  |                                                                                           |
| 42. | VfB Mödling                | 05  | VfB Union Mödling (2); VfB Mödling (3)                                                    |
| 42. | ASKÖ Pasching              | 05  | SV Plus-City Pasching (1); FC Superfund (4)                                               |
| 46. | SC Rapid Oberlaa Wien      | 04  |                                                                                           |
| 46. | SV Stickstoff Linz         | 04  |                                                                                           |
| 48. | Post SV Wien               | 03  |                                                                                           |
| 48. | Grazer SC (inkl. 1940)     | 03  |                                                                                           |
| 48. | Salzburger AK 1914         | 03  |                                                                                           |
| 48. | FC Stadlau Wien            | 03  |                                                                                           |
| 48. | FC Dornbirn 1913           | 03  |                                                                                           |
| 48. | WSG Radenthein             | 03  | WSG Radenthein (2); WSG Radenthein/VSV (1)                                                |
| 48. | SV Wattens                 | 03  |                                                                                           |
| 48. | SC Austria Lustenau        | 03  |                                                                                           |
| 48. | SV Grödig                  | 03  |                                                                                           |
| 57. | FC Ostmark Wien            | 02  |                                                                                           |
| 57. | SV Amateure Fiat Wien      | 02  |                                                                                           |
| 57. | SCR Hochstädt Wien         | 02  |                                                                                           |
| 57. | SV OMV Olympia Wien        | 02  |                                                                                           |
| 57. | FC Union Wels              | 02  |                                                                                           |
| 57. | SC Neusiedl am See         | 02  |                                                                                           |
| 57. | SKN St. Pölten             | 02  |                                                                                           |

Vereine mit einer Teilnahme: Vienna Cricket and Football-Club, AC Viktoria Wien, SV Donau Wien, Favoritner Sportclub, SK Amateure Steyr, SG Reichsbahn Wien, SC Helfort Wien, ESV Ostbahn XI Wien, FS Elektra Wien, FC Blau-Weiß Wien, FC Vorarlberg, ESV Austria Graz, SK Bischofshofen, RB Wacker Wiener Neustadt, LSV Markersdorf, SV Gloggnitz, SV Admira Wiener Neustadt, SV St. Veit an der Glan, SV Spittal an der Drau, SK Austria Kärnten, TSV Hartberg.